# Бремм, Йозеф
Йозеф Бремм (нем. Josef Bremm; 3 мая 1914 — 21 октября 1998) — немецкий офицер, участник Второй мировой войны, подполковник, кавалер Рыцарского креста с Дубовыми листьями и Мечами.

## Начало военной карьеры
В 1935 году поступил на военную службу, в пехотный полк. В 1937 — унтер-офицер. В 1938 году получил звание лейтенанта.

## Вторая мировая война
Участвовал во Французской кампании (май-июнь 1940), награждён Железными крестами обеих степеней.
С 22 июня 1941 года — участвовал в германо-советской войне (на северном участке Восточного фронта), командир пехотного взвода. В июле 1941 — ранен. С августа — командир пехотной роты, с октября — старший лейтенант.
За бои в районе Волхова в феврале 1942 награждён Рыцарским крестом. С июля 1942 — капитан, командир пехотного батальона. Бои в районе Демянска. В декабре 1942 — награждён Дубовыми листьями (№ 165) к Рыцарскому кресту.
В январе 1943 — тяжело ранен. С февраля 1943 — майор. После госпиталя назначен преподавателем в военное училище.
С марта 1944 — вновь командир пехотного батальона (во Франции). Бои против высадившихся в Нормандии войск западных союзников. С августа 1944 — командир пехотного полка, с ноября 1944 — подполковник. 16 декабря 1944, в первый день немецкого наступления в Арденнах, вновь ранен, но остался в полку.
В 1945 — оборонительные бои на западе Германии, после капитуляции Германии взят в американский плен. 9 мая 1945 года — награждён Мечами (№ 159) к Рыцарскому кресту с Дубовыми листьями.